# Bataille du cap Bon (468)
Pour les articles homonymes, voir Bataille du cap Bon.
Déclin de l'Empire romain d'Occident
Batailles
- Pollentia (402)
- Vérone (403)
- Fiesole (405/406)
- Passage du Rhin (406)
- Mayence (406)
- Rome (410)
- Carthage (439)
- Champs Catalauniques (451)
- Rome (455)
- Sinuessa (458)
- Carthagène (460)
- Orléans (463)
- Cap Bon (468)

La bataille du cap Bon s'est déroulée dans le cadre d'une expédition militaire conjointe de l'Empire romain d'Occident et de l'Empire romain d'Orient dirigée par Basiliscus contre la capitale vandale de Carthage en 468, ou 470.
Cette expédition conjointe de l'Empire romain d'Orient et d'Occident est l'une des plus grandes opérations militaires amphibies de l'Antiquité. Elle engagea plus d'un millier de navires et plus de 50 000 hommes.
Le but de l'opération était d'envahir le royaume vandale et de punir le roi Genséric qui avait mis à sac Rome en 455, un épisode qui avait vu l'ancienne capitale de l'Empire romain d'Occident saccagée, et l'impératrice Licinia Eudoxia (veuve de l'empereur Valentinien III) et ses filles prises en otages.
Alors qu'elle essayait de débarquer près de Carthage, au niveau du cap Bon, la flotte romaine est dispersée par une attaque de navires incendiaires vandales. La flotte vandale poursuivit son action et coula plus de 100 navires romains. Quelque 10 000 soldats romains et marins moururent pendant la bataille. Trop éparpillée, l'expédition romaine fut ensuite incapable de débarquer des troupes à terre, ce qui conduisit à son échec complet.
La bataille de Cap Bon met fin aux dernières chances de survie de l'Empire romain d'Occident. Sans accès possible aux ressources de l'ancienne province romaine d'Afrique, l'Empire ne peut maintenir sur pied une armée suffisamment puissante pour vaincre ses nombreux ennemis.

## Contexte
Le plan de l'invasion du royaume vandale est le fruit d'une concertation entre l'empereur romain d'Orient Léon, l'empereur romain d'Occident Anthemius, et le général Marcellinus, qui jouit d'une certaine indépendance en Illyrie. L'ordre est donné à Basiliscus de faire voile vers Carthage. Marcellinus doit par ailleurs attaquer et prendre la Sardaigne, tandis qu'une troisième armée, commandée par Héraclius d'Édesse, doit débarquer sur la côte libyenne à l'est de Carthage en progressant rapidement. Il semble que les forces combinées aient été rassemblées en Sicile, d'où les trois flottes auraient fait voile à différentes périodes.
Procope rapporte que Basiliscus, le beau-frère de l'empereur Léon, a été choisi comme général par l'empereur, dans l'espoir qu'il serait un contre-poids à l'influence croissante du magister militum alain Aspar qui cherchait à contrôler Léon. Toutefois, Basiliscus chercha à se rapprocher d'Aspar dans sa quête personnelle pour accéder au trône. Aspar « exhorta à plusieurs reprises Basiliscus d'épargner les Vandales et Genséric. »
Les historiens modernes et classiques fournissent des estimations différentes du nombre de navires et de troupes commandées par Basiliscus, ainsi que concernant les frais de l'expédition, bien que le nombre et les sommes engagées aient été de toute évidence énormes.
Selon les écrits de l'historien Priscus, 100 000 navires ont été rassemblés, bien que les érudits modernes aient ramené ce chiffre à environ 1 100 navires, ce qui est plus proche de l'estimation de l'historien byzantin Georges Cédrène qui fait état de 1 113 navires. Peter Heather estime que l'expédition comprenait 30 000 soldats et 50 000 hommes au total, en incluant les marins et les forces de Marcellinus et Héraclius. Les estimations quant à l'argent dépensé pour l'expédition varie de 1 300 centaria d'or d'après les écrits de Priscus et Procope (130 000 livres romaines), à 64 000 livres d'or et de 700 000 livres d'argent d'après Jean le Lydien à 65 000 livres d'or et 700 000 d'argent selon Candidus.

## Bataille
La Sardaigne et la Libye sont rapidement conquises par Marcellinus et Héraclius, puis Basiliscus jette l'ancre au large du cap Bon, face à la Sicile, appelé par les Romains Promontorium Mercurii (« Promontoire de Mercure ») à environ quarante milles de Carthage. Genséric demande à Basiliscus de lui accorder cinq jours afin de négocier les conditions d'une paix, à la suite de premières défaites sur terre et sur mer infligée par les envahisseurs.
Procope indique que Genséric aurait appuyé sa demande de trêve avec un pot-de-vin. Durant les négociations, Genséric rassemble ses navires puis brusquement attaque la flotte romaine. Les Vandales remplissent de nombreux navires avec du matériau combustible. Durant la nuit, ils y mettent le feu et projettent ces navires incendiaires contre les navires sans surveillance des Romains peu méfiants. Les commandants romains essayent de sauver certains navires de la destruction, mais leurs manœuvres sont bloquées par l'attaque d'autres navires vandales. Basiliscus décide de fuir dans le feu de la bataille.
Au milieu de cette défaite navale, certains romains font preuve d'héroïsme.
Malgré la situation désespérée, le lieutenant de Basiliscus, Joannes, se bat courageusement contre les Vandales. Procope le décrit comme se tenant « debout sur le pont, tout en frappant de droite à gauche et tuant un très grand nombre de l'ennemi ». Voyant que son bateau est sur le point d'être capturé, il refuse de se rendre à Genso, le fils de Genséric, saute par-dessus bord avec sa lourde armure et se noie. Ses derniers mots sont : « Jamais je ne tomberai entre les mains des chiens impies de Vandales. »

## Conséquences
La moitié de la flotte romaine est brûlée, coulée ou capturée. L'autre moitié suit Basiliscus dans sa fuite. L'ensemble de l'expédition a échoué. Héraclius fait retraite à travers le désert de Tripolitaine, se maintenant dans la région pendant deux ans, jusqu'à ce qu'il soit rappelé. Marcellinus se replie sur la Sicile, où il est rejoint par Basiliscus. Marcellinus est cependant assassiné, peut-être à l'instigation du général Ricimer, par l'un de ses capitaines. Cette nouvelle provoqua la surprise du roi des Vandales, qui fut satisfait de voir les Romains eux-mêmes le débarrasser de l'un de ses plus redoutables adversaires.
Après son retour à Constantinople, Basiliscus se terre dans l'église Sainte-Sophie afin d'échapper à la colère du peuple et à la vengeance de l'Empereur. Grâce à la médiation de Verina, Basiliscus obtient finalement le pardon de l'Empereur, et est condamné simplement à l'exil à Héraclée Sintica, en Thrace.
Les trésors de l'Empire romain d'Orient sont désormais vides. Pour Peter Heather, l'expédition était la dernière chance de sauver l'Empire romain d'Occident, qui contrôlait encore seulement la péninsule italienne et la Sicile. Sans les revenus de l'ancienne province romaine d'Afrique, l'Empire se montra incapable de soutenir une armée suffisante.